# Médaille John-Burroughs
Pour les articles homonymes, voir John Burroughs et Burroughs.
La médaille John-Burroughs, nommée d'après l'auteur naturaliste John Burroughs (1837-1921), est décernée chaque année en avril par l'association John Burroughs (en) à l'auteur d'un livre que l'association juge remarquable dans le domaine de l'histoire naturelle.

## Liste des lauréats
- 1926 - William Beebe, Pheasants of the World
- 1927 - Ernest Thompson Seton, Lives of Game Animals
- 1928 - John Russell McCarthy, Nature Poems
- 1929 - Frank Michler Chapman, Handbook of Birds of Eastern North America (published 1906)
- 1930 - Archibald Rutledge, Peace in the Heart
- 1931 - pas de lauréat
- 1932 - Frederick Samuel Dellenbaugh, A Canyon Voyage: A Narrative of the Second Powell Expedition  (ISBN 0-8165-0880-1)
- 1933 - Oliver P. Medsker, Spring, Summer, Fall, Winter (set)
- 1934 - William Weaver Christman, Wild Pasture Pine
- 1935 - pas de lauréat
- 1936 - Charles Crawford Gorst, Recordings of Bird Calls
- 1937 - pas de lauréat
- 1938 - Robert Cushman Murphy, Oceanic Birds of South America
- 1939 - Gilbert Thomas Pearson, Adventures in Bird Protection
- 1940 - Arthur Cleveland Bent, Life Histories of North American Birds (une série de 18 titres, United States Government Printing Office)
- 1941 - Louis J. Halle, Jr., Birds Against Men
- 1942 - Edward Allworthy Armstrong, Birds of the Grey Wind
- 1943 - Edwin Way Teale, Near Horizons: The Story of an Insect Garden
- 1944 - pas de lauréat
- 1945 - Rutherford Platt, This Green World  (ISBN 0-396-09188-1)
- 1946 - Florence Page Jaques et Francis Lee Jaques (illustrateur), Snowshoe Country  (ISBN 0-87351-236-7)
- 1947 - pas de lauréat
- 1948 - Theodora Stanwell-Fletcher, Driftwood Valley  (ISBN 0-87071-524-0)
- 1949 - Helen Gere Cruickshank, Flight Into Sunshine: Bird Experiences in Florida
- 1950 - Roger Tory Peterson, Birds Over America  (ISBN 0-396-08269-6)
- 1951 - pas de lauréat
- 1952 - Rachel Carson, The Sea Around Us  (ISBN 0-451-61873-4)
- 1953 - Gilbert Klingel, The Bay  (ISBN 0-8018-2536-9)
- 1954 - Joseph Wood Krutch, The Desert Year  (ISBN 0-8165-0923-9)
- 1955 - Wallace Byron Grange et Olaus J. Murie (illustrateur), Those of the Forest  (ISBN 1-55971-083-7)
- 1956 - Guy Murchie, Song of the Sky
- 1957 - Archie Fairly Carr, The Windward Road: Adventures of a Naturalist on Remote Caribbean Shores  (ISBN 0-8130-0639-2)
- 1958 - Robert Porter Allen, On the Trail of the Vanishing Birds
- 1959 - pas de lauréat
- 1960 - John Kieran, A Natural History of New York City  (ISBN 0-8232-1086-3)
- 1961 - Loren Eiseley, The Firmament of Time  (ISBN 0-8032-6739-8)
- 1962 - George Miksch Sutton, Iceland Summer: Adventures of a Bird Painter  (ISBN 0-8061-0491-0)
- 1963 - Adolph Murie, A Naturalist in Alaska  (ISBN 0-8165-1168-3)
- 1964 - John Hay (en), The Great Beach: A Naturalist Explores the Frontier Between Land and Sea on the Outer Reaches of Cape Cod  (ISBN 0-345-02255-6)
- 1965 - Paul Brooks (en), Roadless Area  (ISBN 0-345-25276-4)
- 1966 - Louis Darling, The Gull's Way  (ISBN 0-688-21366-9)
- 1967 - Charlton Ogburn, Jr., The Winter Beach  (ISBN 0-688-09418-X)
- 1968 - Hal Borland, Hill Country Harvest
- 1969 - Louise de Kiriline Lawrence, The Lovely and the Wild  (ISBN 0-920474-43-8)
- 1970 - Victor B. Scheffer, The Year of the Whale
- 1971 - John K. Terres, From Laurel Hill to Siler's Bog  (ISBN 0-8078-4426-8)
- 1972 - Robert S. Arbib, The Lord's Woods: The Passing of an American Woodland  (ISBN 0-393-08639-9)
- 1973 - Elizabeth Barlow, The Forests and Wetlands of New York City
- 1974 - Sigurd F. Olson, Wilderness Days  (ISBN 0-394-47155-5)
- 1975 - pas de lauréat
- 1976 - Ann Haymond Zwinger, Run, River, Run  (ISBN 0-06-014824-1)
- 1977 - Aldo Leopold, A Sand County Almanac  (ISBN 0-915024-15-2)
- 1978 - Ruth Kirk, The American Southwest Desert  (ISBN 0-395-17209-8)
- 1979 - Barry Lopez, Of Wolves and Men  (ISBN 0-7432-4936-4)
- 1980 - pas de lauréat
- 1981 - Mary Durant et Michael Harwood, On the Road with John James Audubon  (ISBN 0-396-07740-4)
- 1982 - Peter Matthiessen, Sand Rivers  (ISBN 0-906053-22-6)
- 1983 - Alexander F. Skutch, A Naturalist on a Tropical Farm  (ISBN 0-520-03802-9)
- 1984 - David Rains Wallace, The Klamath Knot: Explorations of Myth and Evolution  (ISBN 0-520-23659-9)
- 1985 - Mark Owens et Delia Owens, Cry of the Kalahari  (ISBN 0-395-64780-0)
- 1986 - Gary Paul Nabhan, Gathering the Desert  (ISBN 0-8165-0935-2)
- 1987 - Robert Michael Pyle, Wintergreen: Rambles in a Ravaged Land  (ISBN 0-684-18321-8)
- 1988 - Tom Horton et Charles R. Hazard (illustrateur), Bay Country  (ISBN 0-8018-3525-9)
- 1989 - Lawrence Kilham, On Watching Birds  (ISBN 0-930031-14-8)
- 1990 - John McPhee, The Control of Nature  (ISBN 0-374-12890-1)
- 1991 - Richard Nelson, The Island Within  (ISBN 0-86547-404-4)
- 1992 - Kenneth S. Norris, Dolphin Days: The Life and Times of the Spinner Dolphin  (ISBN 0-393-02945-X)
- 1993 - Vincent Dethier, Crickets and Katydids, Concerts and Solos  (ISBN 0-674-17577-8)
- 1994 - David G. Campbell, The Crystal Desert: Summers in Antarctica  (ISBN 0-436-20049-X)
- 1995 - Craig Packer, Into Africa  (ISBN 0-226-64429-4)
- 1996 - Bill Green, Water, Ice and Stone:Science and Memory on the Antarctic Lakes  (ISBN 0-517-58759-9)
- 1997 - David Quammen, The Song Of The Dodo: Island Biogeography in an Age of Extinction  (ISBN 0-684-80083-7)
- 1998 - John Alcock, In a Desert Garden:Love and Death Among the Insects  (ISBN 0-8165-1970-6)
- 1999 - Jan DeBlieu, Wind: How the Flow of Air Has Shaped Life, Myth, and the Land  (ISBN 0-395-78033-0)
- 2000 - Bernd Heinrich, Mind Of the Raven  (ISBN 0-06-017447-1)
- 2001 - David M. Carroll, Swampwalker's Journal  (ISBN 0-395-64725-8)
- 2002 - Ken Lamberton, Wilderness and Razor Wire  (ISBN 1-56279-116-8)
- 2003 - Carl Safina (en), Eye of the Albatross: Visions of Hope and Survival  (ISBN 0-8050-6228-9)
- 2004 - Ted Levin, Liquid Land: A Journey Through The Florida Everglades  (ISBN 0-8203-2512-0)
- 2005 - Robin Wall Kimmerer, Gathering Moss: A Natural and Cultural History of Mosses  (ISBN 0-87071-499-6)
- 2006 - Donald Kroodsma, The Singing Life of Birds  (ISBN 0-618-40568-2)
- 2007 - Ellen Meloy, Eating Stone: Imagination And The Loss Of The Wild  (ISBN 0-375-42216-1)
- 2008 - Julia Whitty, The Fragile Edge: Diving and Other Adventures in the South Pacific,  (ISBN 0-618-19716-8)
- 2009 - Franklin Burroughs, Confluence: Merrymeeting Bay,  (ISBN 0-88448-282-0)
- 2010 - Michael Welland, Sand: The Never-Ending Story,  (ISBN 0-520-26597-1)
- 2011 - Elisabeth Tova Bailey, The Sound of a Wild Snail Eating,  (ISBN 978-1565126060)
- 2012 - Edward (Ted) Hoagland, Sex and the River Styx,  (ISBN 978-1603583374)
- 2013 - Thor Hanson, Feathers: The Evolution of a Natural Miracle,  (ISBN 978-0465028788)
- 2014 - Kathleen Jamie, Sightlines,  (ISBN 978-0956308665)
- 2015 - Sherry Simpson, Dominion of Bears,  (ISBN 978-0700619351)
- 2016 - Sharman Apt Russell, Diary of a Citizen Scientist,  (ISBN 978-0870717529) [1]
- 2017 - Brian Doyle, Martin Marten,  (ISBN 978-1250045201) [2]
- 2018 - David George Haskell, The Songs of Trees,  (ISBN 978-0525427520) [3] ; une médaille spéciale John Burroughs a été décernée pour l'ensemble de ses réalisations dans la poésie de la nature à Pattiann Rogers[4]